# Javali-africano
Phacochoerus é um gênero de animais artiodáctilos da família dos suídeos, sendo o único gênero da subfamília Phacochoerinae. As espécies pertencentes a este gênero são chamadas de facocero ou facochero, ou ainda também de "javali-africano", apesar de não serem realmente javalis, já que não pertencem à espécie Sus scrofa.
São mamíferos caracterizados pela cabeça grande, o corpo em forma de barril e a presença de verrugas na cara, o que lhe vale o nome em inglês de warthog ("porco-verruguento").
Existem duas espécies dentro do gênero Phacochoerus: 
- Phacochoerus africanus
- Phacochoerus aethiopicus.

## Classificação
O facocero é classificado como um artiodáctilo da família Suidae (família que inclui ainda porcos, javalis e o babirussa). O género Phacochoerus inclui duas espécies: Phacochoerus africanus e Phacochoerus aethiopicus, que já foram no passado consideradas uma única espécie, e que ainda são consideradas sinónimos por alguns autores.

## Distribuição geográfica
Os facoceros habitam na África, ao sul do Saara. Preferem as savanas áridas e húmidas, evitando desertos, florestas e montanhas. Ao contrário dos demais suídeos, o facocero tolera bem aridez e temperaturas elevadas.

## Aparência
O facocero possui uma cabeça grande com verrugas características, espalhadas aos pares. Os olhos no alto da cabeça servem para vigiar possíveis predadores, como o leão ou o leopardo. O focinho é longo, acompanhado de dois pares de presas, usadas para escavar e para defesa. O corpo é grande e as pernas curtas. Apesar disso, é um bom corredor. Possui um cauda razoavelmente longa, que mantem em posição ereta enquanto trota. Um facocero adulto pesa entre 50 e 100 kg. A altura da cernelha é em torno de 75 cm. Essa espécie tornou-se bastante conhecida na mídia com a animação dos estúdios Disney "O Rei Leão", onde um dos personagens principais é o facocero Pumba, parceiro do suricate Timão e do jovem leão Simba.

## Dieta
Os facoceros se alimentam de pasto ou de raízes, bulbos e tubérculos que escavam com o focinho, apoiados em seus membros anteriores.

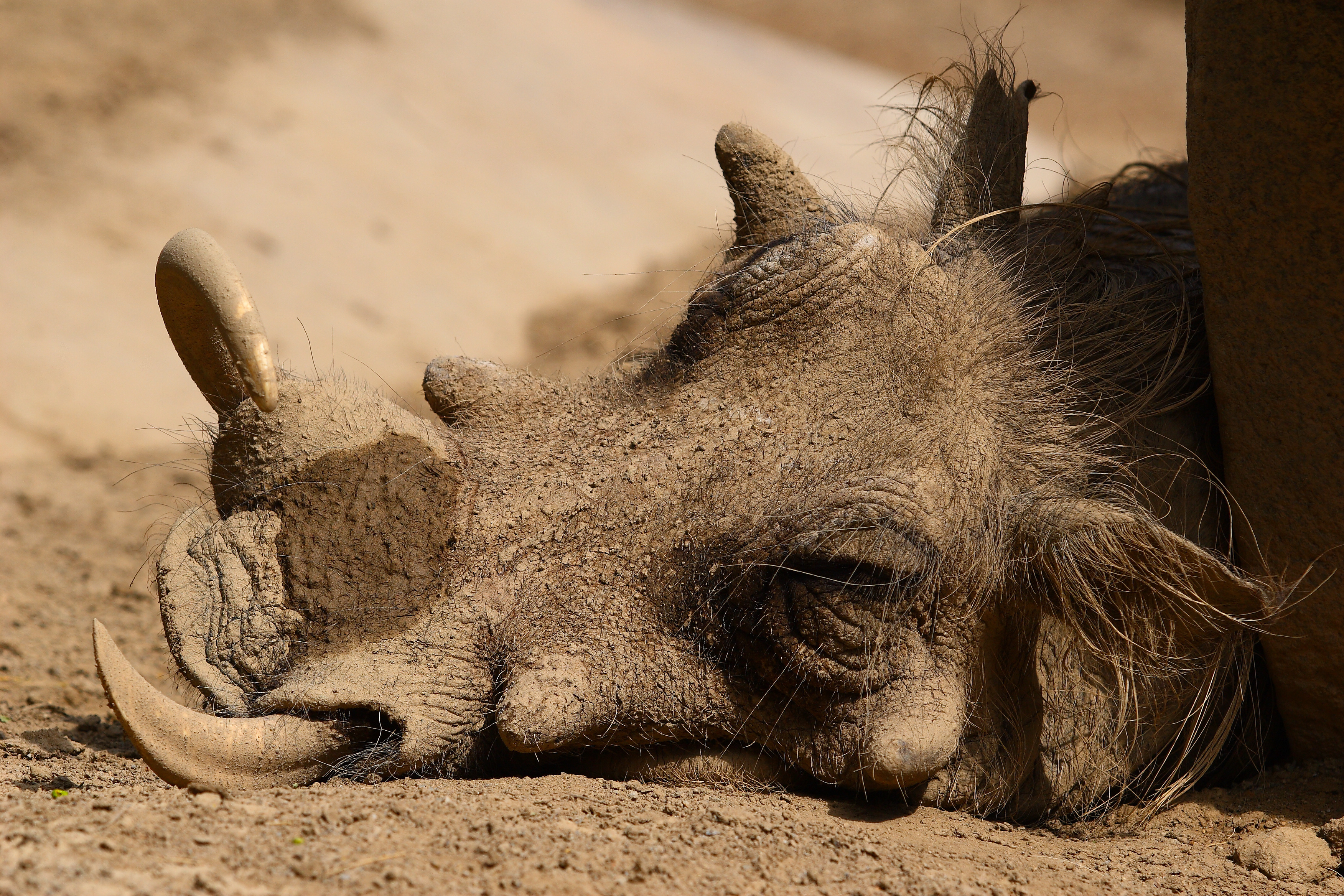
Um facocero.

## Reprodução
Os machos disputam as fêmeas em combates violentos.
A gestação da fêmea é de 175 dias, ao fim dos quais nascem 4 leitõezinhos, que são desmamados aos 2 meses. Os filhotes permanecem junto à mãe até o próximo parto.

## Hábitos
Como os porcos, usa a lama para se refrescar e se proteger de parasitas e insetos. Eles vivem em pequenos núcleos familiares compostos por uma fêmea e seus filhotes. Os machos vivem sozinhos. Apesar de bons cavadores, os facoceros não constroem suas tocas. Preferem viver em tocas abandonadas de outros animais como o urso-formigueiro (aardvark). Tem hábitos noturnos.